# 久留米市天文台
久留米市天文台（くるめしてんもんだい）は、福岡県久留米市にある公開天文台である。久留米市城島ふれあいセンターの付属施設である。城島天文台とも呼ばれている。

## 利用案内[2]

### 時間
毎月第3土曜日
(4月～9月)19:30～21:00
(10月～3月)19:00～20:30、雨曇天は休館

### 料金
無料

## 機材
40cm反射望遠鏡、15cm屈折望遠鏡